# Tournoi de la Fédération (vrouwen)
De Tournoi de la Fédération is een Franse bokaal in het damesbasketbal die in 1991 voor het eerst werd georganiseerd door de FFBB. Het is een voormalige basketbalcompetitie waaraan de 4 best geklasseerde teams aan het einde van het reguliere seizoen van het Ligue féminine de basketball- kampioenschap meedoen. Deze wedstrijd vond plaats gedurende één weekend en op één locatie. De halve finales vonden plaats op zaterdag en de finale op zondag. De laatste editie was in 2008. 

## Winnaars Tournoi de la Fédération
| Jaar | Plaats               | Winnaar                 | Uitslag      | Tegenstander            |                         | 3e                    | 4e |
| ---- | -------------------- | ----------------------- | ------------ | ----------------------- | ----------------------- | --------------------- | -- |
| 1991 | Dijon                | Challes-les-Eaux Basket | 79 - 68      | ASPTT Aix-en-Provence   | -                       | -                     |    |
| 1992 | Tarbes               | USV Olympic             | 84 - 79 (OT) | Racing Paris            | Challes-les-Eaux Basket | BAC Mirande           |    |
| 1993 | Grenoble             | Challes-les-Eaux Basket | 61 - 48      | USV Olympic             | ASPTT Aix-en-Provence   | BAC Mirande           |    |
| 1994 | Challans             | USV Olympic             | 56 - 41      | Challes-les-Eaux Basket | Tarbes Gespe Bigorre    | ASPTT Aix-en-Provence |    |
| 1995 | Straatsburg          | Tarbes Gespe Bigorre    | 73 - 72      | CJM Bourges Basket      | ASPTT Aix-en-Provence   | Waïti Bordeaux        |    |
| 1996 | La Rochelle          | CJM Bourges Basket      | 74 - 49      | Tarbes Gespe Bigorre    | USV Olympic             | ASPTT Aix-en-Provence |    |
| 1997 | Le Mans              | USV Olympic             | 88 - 61      | Tarbes Gespe Bigorre    | CJM Bourges Basket      | ASPTT Aix-en-Provence |    |
| 1998 | Villeurbanne         | USV Olympic             | 59 - 57      | CJM Bourges Basket      | Waïti Bordeaux          | Tarbes Gespe Bigorre  |    |
| 1999 | Orléans              | CJM Bourges Basket      | 54 - 52      | ASPTT Aix-en-Provence   | USV Olympic             | Waïti Bordeaux        |    |
| 2000 | Saint-Amand-les-Eaux | CJM Bourges Basket      | 60 - 58      | ASPTT Aix-en-Provence   | USV Olympic             | COB Calais            |    |
| 2001 | Lorient              | CJM Bourges Basket      | 69 - 62      | USV Olympic             | ASPTT Aix-en-Provence   | USO Mondeville        |    |
| 2002 | Caen                 | USV Olympic             | 77 - 56      | CJM Bourges Basket      | Tarbes Gespe Bigorre    | Waïti Bordeaux        |    |
| 2003 | Clermont-Ferrand     | USV Olympic             | 69 - 63      | ASPTT Aix-en-Provence   | CJM Bourges Basket      | Tarbes Gespe Bigorre  |    |
| 2004 | Nantes               | USV Olympic             | 87 - 58      | ASPTT Aix-en-Provence   | Tarbes Gespe Bigorre    | CJM Bourges Basket    |    |
| 2005 | Villeurbanne         | USV Olympic             | 87 - 61      | CJM Bourges Basket      | Tarbes Gespe Bigorre    | USO Mondeville        |    |
| 2006 | Villeneuve-d'Ascq    | CJM Bourges Basket      | 72 - 65      | USV Olympic             | USO Mondeville          | ESBVA-LM              |    |
| 2007 | Nevers               | CJM Bourges Basket      | 71 - 67 (OT) | USV Olympic             | Lattes Montpellier      | ESBVA-LM              |    |
| 2008 | Angers               | CJM Bourges Basket      | 58 - 45      | USV Olympic             | ESBVA-LM                | Lattes Montpellier    |    |